# Morti il 1º maggio
| Questa pagina contiene informazioni ricavate automaticamente dalle voci biografiche con l'ausilio del template Bio e di un bot. L'aggiornamento è periodico e automatico e ricostruisce completamente la pagina. Se manca una persona in questa lista, sei pregato di non aggiungerla, ma accertati piuttosto che la sua voce biografica contenga il template Bio e che i dati anagrafici siano correttamente compilati. Se il template Bio manca, inseriscilo tu stesso o, in alternativa, metti l'avviso {{tmp\|Bio}} che ne segnala la mancanza. Se i dati riportati sono sbagliati, correggi direttamente la voce biografica; le modifiche saranno visibili in questa lista entro pochi giorni. Per chiarimenti vedi il progetto biografie. La lista contiene solo le 537 persone che sono citate nell'enciclopedia e per le quali è stato implementato correttamente il template Bio. Pagina aggiornata al 9 ago 2025. |

## I secolo(1)
- 37 - Antonia minore, nobildonna romana (n. 36 a.C.)

## III secolo(2)
- 208 - Andeolo del Vivarais, religioso francese
- 269 - Comizio, romano

## IV secolo(1)
- 363 - Ciriaco di Gerusalemme, vescovo

## V secolo(2)
- 408 - Arcadio, imperatore romano
- 418 - Amatore di Auxerre, vescovo francese (n. 344)

## VI secolo(2)
- 502 - Brioco, abate gallese
- 588 - Marculfo, abate franco

## VII secolo(1)
- 604 - Aredio di Gap, vescovo francese

## IX secolo(2)
- 852 - Lamberto II di Nantes, nobile francese
- 893 - Teodardo di Narbona, vescovo e santo franco

## X secolo(2)
- 926 - Viborada di San Gallo, monaca cristiana e santa svizzera
- 991 - Federico I di Salisburgo, arcivescovo tedesco

## XII secolo(3)
- 1118 - Matilde di Scozia, nobile scozzese (n. 1079)
- 1171 - Diarmuid Mac Murchadha Caomhánach, re
- 1187 - Roger de Moulins, militare francese

## XIII secolo(5)
- 1240 - Jacques de Vitry, predicatore, teologo e storico francese
- 1256 - Mafalda del Portogallo, portoghese (n. 1195)
- 1277 - Stefano Uroš I, sovrano serbo
- 1278 - Guglielmo II di Villehardouin, principe
- 1282 - Taddeo II da Montefeltro, condottiero italiano

## XIV secolo(10)
- 1308 - Alberto I d'Asburgo, sovrano (n. 1255)
- 1312 - Eufemia di Rugia, nobile tedesca
- 1312 - Paolo I Šubić, nobile croato
- 1315 - Margherita di Brandeburgo, nobildonna tedesca
- 1320 - Vivaldo da San Gimignano, religioso italiano (n. 1260)
- 1344 - Nicolò I d'Este, nobile e condottiero italiano
- 1345 - Pellegrino Laziosi, religioso italiano (n. 1265)
- 1348 - Mladen III Šubić, nobile croato
- 1348 - Enrico IV di Waldeck, nobile tedesco
- 1359 - Guillaume IV de Flavacourt, arcivescovo cattolico francese

## XV secolo(5)
- 1417 - Luigi II d'Angiò, principe francese (n. 1377)
- 1447 - Ludovico VII di Baviera-Ingolstadt, duca tedesco (n. 1368)
- 1461 - James Butler, V conte di Ormond, nobile irlandese (n. 1420)
- 1463 - Antonio Astesano, scrittore e poeta italiano (n. 1412)
- 1477 - Pafnuzio di Borovsk, monaco cristiano, religioso e santo russo (n. 1394)

## XVI secolo(15)
- 1510 - Giuliano Cesarini, cardinale italiano (n. 1466)
- 1521 - Duarte Barbosa, esploratore e scrittore portoghese (n. 1480)
- 1521 - Juan Serrano, esploratore portoghese
- 1529 - Pirro Gonzaga, condottiero italiano (n. 1490)
- 1539 - Leonardo Agricola, notaio italiano (n. 1480)
- 1539 - Isabella d'Aviz (n. 1503)
- 1549 - Angelo Colocci, vescovo cattolico italiano (n. 1474)
- 1550 - John Mair, filosofo scozzese (n. 1467)
- 1555 - Papa Marcello II, papa, vescovo cattolico e cardinale italiano (n. 1501)
- 1557 - Ōuchi Yoshinaga, militare giapponese (n. 1532)
- 1558 - Gabriel Zwilling, pastore protestante tedesco
- 1572 - Papa Pio V, papa, vescovo cattolico e santo italiano (n. 1504)
- 1578 - Guglielmo II di La Marck, ammiraglio olandese (n. 1542)
- 1584 - Giovanni Dolfin, vescovo cattolico italiano (n. 1529)
- 1585 - Niccolò Caetani di Sermoneta, cardinale e arcivescovo cattolico italiano (n. 1526)

## XVII secolo(8)
- 1602 - Ippolita d'Este, nobildonna italiana (n. 1565)
- 1642 - Cosimo de Torres, cardinale e arcivescovo cattolico italiano (n. 1584)
- 1656 - Domenico Cecchini, cardinale italiano (n. 1589)
- 1656 - Carlo Contarini, doge (n. 1580)
- 1681 - Francisco Macedo, teologo, filosofo e francescano portoghese (n. 1596)
- 1685 - Renato II Borromeo, nobile italiano (n. 1618)
- 1688 - Dziaddin Mukarram Shah di Kedah, sovrano malese
- 1694 - Maria Elisabeth Lämmerhirt, tedesca (n. 1644)

## XVIII secolo(22)
- 1723 - Jacques-Louis de Beringhen, nobile, militare e politico francese (n. 1651)
- 1725 - Pietro Barbarigo, patriarca cattolico italiano (n. 1671)
- 1726 - Lorenzo Maria Fieschi, cardinale e arcivescovo cattolico italiano (n. 1642)
- 1727 - François de Pâris, francese (n. 1690)
- 1733 - Nicolas Coustou, scultore francese (n. 1658)
- 1734 - Erasmo Gattola, monaco cristiano e archivista italiano (n. 1662)
- 1738 - Charles Howard, III conte di Carlisle, nobile e politico inglese (n. 1669)
- 1741 - Elizabeth Felton, nobildonna inglese (n. 1676)
- 1742 - Jacques-Guillaume Van Blarenberghe, pittore francese (n. 1691)
- 1743 - Maria Maddalena d'Asburgo, nobildonna (n. 1689)
- 1746 - Thomas Wheate, II baronetto, politico inglese (n. 1693)
- 1747 - Pier Maria Canevari, militare italiano (n. 1724)
- 1761 - August Friedrich Müller, logico e filosofo tedesco (n. 1684)
- 1762 - William Bentinck, II duca di Portland, nobile inglese (n. 1709)
- 1772 - Gottfried Achenwall, giurista, storico e filosofo tedesco (n. 1719)
- 1774 - William Hewson, anatomista britannico (n. 1739)
- 1782 - Simone Augusto di Lippe-Detmold, conte (n. 1727)
- 1786 - Giovanni Battista Nini, scultore e medaglista italiano (n. 1717)
- 1794 - Louis-Nicolas Van Blarenberghe, pittore francese (n. 1716)
- 1797 - Franz Anton von Hartig, diplomatico, storico e geografo austriaco (n. 1758)
- 1799 - Antoine Le Picard de Phélippeaux, nobile e militare francese (n. 1767)
- 1800 - Filippina di Brandeburgo-Schwedt, nobile (n. 1745)

## XIX secolo(65)
- 1801 - Spirito Benedetto Nicolis di Robilant, ingegnere e mineralogista italiano (n. 1724)
- 1804 - Henry Cecil, I marchese di Exeter, nobile e politico inglese (n. 1754)
- 1809 - François Laurent d'Arlandes, pioniere dell'aviazione francese (n. 1742)
- 1811 - Filippo Lopez y Royo, arcivescovo cattolico italiano (n. 1728)
- 1811 - Angelo Scarabelli Manfredi Pedocca, politico, ingegnere e militare italiano (n. 1742)
- 1813 - Henri Agasse, editore francese (n. 1752)
- 1813 - Jean Baptiste Bessières, generale francese (n. 1768)
- 1818 - François-Joseph Bélanger, architetto francese (n. 1744)
- 1820 - Lorenzo Litta, cardinale italiano (n. 1756)
- 1821 - Francesco Benedetti, poeta e scrittore italiano (n. 1785)
- 1825 - Metilde Viscontini Dembowski, patriota italiana (n. 1790)
- 1826 - Giovanni Battista de Martino di Pietradoro, vescovo cattolico italiano (n. 1758)
- 1832 - Mathieu-Augustin Cornet, politico francese (n. 1750)
- 1838 - Antoine Louis Dugès, naturalista e medico francese (n. 1797)
- 1840 - Giuditta Grisi, mezzosoprano italiano (n. 1805)
- 1841 - Rufane Shaw Donkin, politico, militare e nobile britannico (n. 1772)
- 1842 - Peter Custis, naturalista statunitense (n. 1781)
- 1848 - Alphonse Giroux, restauratore e ebanista francese (n. 1776)
- 1849 - Giuseppe Boretti, architetto e imprenditore italiano (n. 1746)
- 1850 - Henri Marie Ducrotay de Blainville, zoologo francese (n. 1777)
- 1851 - Agostino Schoeffler, presbitero e missionario francese (n. 1822)
- 1854 - Jean Coralli, coreografo e ballerino francese (n. 1779)
- 1859 - James Clement Boswell, circense inglese (n. 1826)
- 1859 - John Walker, farmacista e inventore inglese (n. 1781)
- 1860 - Luigi Gordigiani, compositore e pianista italiano (n. 1806)
- 1860 - Anders Sandøe Ørsted, politico danese (n. 1778)
- 1860 - Giacomo Panizza, compositore italiano (n. 1803)
- 1860 - Francesco Riso, patriota italiano (n. 1826)
- 1867 - Luigi Giannone, patriota italiano (n. 1772)
- 1870 - Friedrich Dehnhardt, architetto del paesaggio e botanico tedesco (n. 1787)
- 1870 - Gabriel Lamé, matematico e fisico francese (n. 1795)
- 1872 - Amalia di Sassonia-Weimar-Eisenach, principessa tedesca (n. 1830)
- 1873 - David Livingstone, medico, missionario e esploratore scozzese (n. 1813)
- 1873 - George Ledwell Taylor, architetto inglese (n. 1788)
- 1874 - Vilém Blodek, compositore, flautista e pianista ceco (n. 1834)
- 1874 - Niccolò Tommaseo, linguista, scrittore e patriota italiano (n. 1802)
- 1876 - Pietro Bigaglia, vetraio italiano (n. 1786)
- 1878 - Friedrich J. Haberlandt, agronomo austro-ungarico (n. 1826)
- 1880 - Samuel P. Heintzelman, generale statunitense (n. 1805)
- 1884 - Ilario Filiberto Pateri, politico italiano (n. 1807)
- 1884 - Enea Sbarretti, cardinale italiano (n. 1808)
- 1885 - Cornelius Kingsland Garrison, politico statunitense (n. 1809)
- 1885 - Federico del Liechtenstein, principe, generale e politico austriaco (n. 1807)
- 1885 - Johann Heinrich Christian Schubart, filologo classico e bibliotecario tedesco (n. 1800)
- 1885 - André Gill, illustratore francese (n. 1840)
- 1886 - Conrad Busken Huet, scrittore e critico letterario olandese (n. 1826)
- 1887 - Filippo Cecchi, fisico, religioso e inventore italiano (n. 1822)
- 1888 - Francesco Converti, arcivescovo cattolico italiano (n. 1818)
- 1890 - Gennaro Mortati, patriota e scrittore italiano (n. 1826)
- 1890 - Leonhard Schmitz, latinista e scrittore prussiano (n. 1807)
- 1891 - Antonín Chittussi, pittore ceco (n. 1847)
- 1891 - Ferdinand Gregorovius, storico e medievista tedesco (n. 1821)
- 1891 - Eduard Schönfeld, astronomo tedesco (n. 1828)
- 1892 - Francesco Lamperti, compositore italiano (n. 1813)
- 1893 - Maria Chambefort, fotografa francese (n. 1840)
- 1893 - William Cotton Oswell, esploratore inglese (n. 1818)
- 1896 - Friedrich Heinrich Geffcken, giurista tedesco (n. 1830)
- 1896 - Naser al-Din Shah Qajar, persiano (n. 1831)
- 1898 - Louis Appia, medico svizzero (n. 1818)
- 1898 - Babemba Traoré, sovrano maliano (n. 1855)
- 1899 - Stepanos Bedros X Azarian (n. 1826)
- 1899 - Ludwig Büchner, medico e filosofo tedesco (n. 1824)
- 1900 - Gaetano Gravina di Santa Elisabetta, politico italiano (n. 1826)
- 1900 - Sergej Sergeevič Korsakov, neurologo e psichiatra russo (n. 1854)
- 1900 - Mihály Munkácsy, pittore ungherese (n. 1844)

## XX secolo(256)
- 1902 - Luigi Liguori, politico e medico italiano (n. 1839)
- 1903 - Luigi Arditi, violinista, compositore e direttore d'orchestra italiano (n. 1822)
- 1903 - Max Westermaier, botanico tedesco (n. 1852)
- 1904 - Olaf Aakrann, pittore norvegese (n. 1856)
- 1904 - Antonín Dvořák, compositore ceco (n. 1841)
- 1904 - Wilhelm His, medico svizzero (n. 1831)
- 1907 - John Kells Ingram, economista, scrittore e poeta irlandese (n. 1823)
- 1908 - Pierre Tetar van Elven, pittore e incisore olandese (n. 1828)
- 1910 - Henry Harrisse, storico, cartografo e scrittore francese (n. 1829)
- 1910 - Louis Welden Hawkins, pittore francese (n. 1849)
- 1910 - Bernardo Tolomei, politico italiano (n. 1823)
- 1910 - John Quincy Adams Ward, scultore statunitense (n. 1830)
- 1910 - Alexandre Léon Étard, chimico francese (n. 1852)
- 1911 - Makea Takau Ariki, regina cookese (n. 1839)
- 1912 - Pietro Balestra, arcivescovo cattolico italiano (n. 1841)
- 1914 - Jerônimo José Telles Júnior, pittore, disegnatore e politico brasiliano (n. 1851)
- 1916 - William Foulke, calciatore britannico (n. 1874)
- 1917 - Julian Ochorowicz, filosofo, psicologo e scrittore polacco (n. 1850)
- 1917 - José Enrique Rodó, scrittore, saggista e politico uruguaiano (n. 1871)
- 1918 - Grove Karl Gilbert, geologo statunitense (n. 1843)
- 1918 - Ernesto Monaci, filologo italiano (n. 1844)
- 1918 - Feliciano Novelli, patriota italiano (n. 1833)
- 1919 - Giovanni Camerini, politico italiano (n. 1837)
- 1919 - Pedro Blanco López, compositore, pianista e critico musicale spagnolo (n. 1883)
- 1919 - Ernest von Stockalper, ingegnere svizzero (n. 1838)
- 1920 - Hans Geelmuyden, astronomo norvegese (n. 1844)
- 1920 - Margherita di Connaught, principessa britannica (n. 1882)
- 1920 - Hanuš Wihan, violoncellista ceco (n. 1855)
- 1921 - Francesco Ceppatelli, fantino italiano (n. 1859)
- 1921 - Ignazio Cerio, medico, archeologo e naturalista italiano (n. 1840)
- 1922 - Vasilij Ivanovič Denisov, pittore polacco (n. 1862)
- 1922 - Fernando Saavedra, religioso e compositore di scacchi spagnolo (n. 1847)
- 1926 - Franz Jüttner, illustratore e disegnatore tedesco (n. 1865)
- 1926 - Paolo Valera, giornalista e scrittore italiano (n. 1850)
- 1927 - Donato Sanminiatelli, politico italiano (n. 1866)
- 1927 - Oscar Swahn, tiratore a segno svedese (n. 1847)
- 1928 - Jean-Émile Anizan, presbitero francese (n. 1853)
- 1928 - Ebenezer Howard, urbanista e esperantista britannico (n. 1850)
- 1928 - Jacques Schneider, imprenditore e aviatore francese (n. 1879)
- 1928 - Xiang Jingyu, politica e attivista cinese (n. 1895)
- 1929 - Salvatore Fratellini, avvocato e politico italiano (n. 1854)
- 1929 - Sophie Keller, soprano danese (n. 1850)
- 1929 - Heinrich Pfannl, alpinista, giurista e saggista austriaco (n. 1870)
- 1930 - Bino Binazzi, poeta italiano (n. 1878)
- 1930 - Lorna Moon, scrittrice e sceneggiatrice scozzese (n. 1886)
- 1930 - Riccardo Pampuri, religioso e medico italiano (n. 1897)
- 1930 - Vittorio Pica, scrittore e critico d'arte italiano (n. 1862)
- 1931 - Thomas Cooper Gotch, pittore e illustratore inglese (n. 1854)
- 1932 - Bonaventura Ibáñez, attore spagnolo (n. 1876)
- 1932 - Francesco Maria Raiti, vescovo cattolico italiano (n. 1864)
- 1933 - William Bertram, attore, regista e sceneggiatore canadese (n. 1880)
- 1934 - Viktor Apfelbeck, ingegnere austriaco (n. 1859)
- 1934 - Enrico Lattes, architetto italiano (n. 1904)
- 1935 - Henri Pélissier, ciclista su strada francese (n. 1889)
- 1935 - Filippo Pellizzoni, calciatore italiano (n. 1895)
- 1935 - Agostino Recalcati, calciatore italiano (n. 1879)
- 1936 - Hermine Bosetti, soprano tedesco (n. 1875)
- 1936 - Gaetano Emanuel Calì, compositore, direttore d'orchestra e direttore di banda italiano (n. 1885)
- 1937 - Snitz Edwards, attore ungherese (n. 1868)
- 1937 - Fanny Marc, scultrice francese (n. 1858)
- 1938 - Ettore Romagnoli, grecista, letterato e traduttore italiano (n. 1871)
- 1939 - Adelfo Calosci, militare italiano (n. 1914)
- 1939 - Bautista Saavedra Mallea, politico boliviano (n. 1870)
- 1939 - Frank E. Woods, sceneggiatore statunitense (n. 1860)
- 1940 - Arthur Whetsol, trombettista statunitense (n. 1905)
- 1941 - Francesco Saverio Azzariti, politico italiano (n. 1870)
- 1941 - Otto Granström, ginnasta finlandese (n. 1887)
- 1942 - Delfino Cinelli, scrittore e traduttore italiano (n. 1889)
- 1942 - Charles Stevens, lottatore statunitense (n. 1884)
- 1944 - Augusto Fiorucci, antifascista e partigiano italiano (n. 1907)
- 1944 - Itzhak Katzenelson, poeta polacco (n. 1886)
- 1944 - Stanisław Wojciech Okoniewski, vescovo cattolico polacco (n. 1870)
- 1945 - Alwin-Broder Albrecht, militare tedesco (n. 1903)
- 1945 - Arturo Bianchi, militare italiano (n. 1900)
- 1945 - Magda Goebbels, attivista tedesca (n. 1901)
- 1945 - Joseph Goebbels, politico e giornalista tedesco (n. 1897)
- 1945 - Adolf Haas, militare tedesco (n. 1893)
- 1945 - René Lalique, disegnatore, vetraio e orafo francese (n. 1860)
- 1945 - Werner Ostendorff, generale tedesco (n. 1903)
- 1945 - Santi Quasimodo, generale italiano (n. 1887)
- 1945 - Helmut Sievert, calciatore tedesco (n. 1914)
- 1946 - Bill Johnston, tennista statunitense (n. 1894)
- 1946 - Phil Jutzi, regista, direttore della fotografia e sceneggiatore tedesco (n. 1896)
- 1947 - Ciro Caversazzi, letterato italiano (n. 1865)
- 1947 - Nestore Cinelli, ingegnere e urbanista italiano (n. 1878)
- 1947 - Giovanni Costantini, pittore e decoratore italiano (n. 1872)
- 1947 - Oreste Forlani, pittore e illustratore italiano (n. 1872)
- 1947 - Evelyn McHale, statunitense (n. 1923)
- 1947 - Andrej Škuro, generale russo (n. 1887)
- 1948 - Pompeo Agrifoglio, militare e agente segreto italiano (n. 1889)
- 1948 - Giovanni Sechi, politico e ammiraglio italiano (n. 1871)
- 1949 - Charles Delaporte, canottiere e pistard francese (n. 1880)
- 1949 - Pál Harkai Schiller, psicologo ungherese (n. 1908)
- 1949 - Josep Maria Jujol, architetto spagnolo (n. 1879)
- 1949 - Mathilde Laigle, insegnante e storica francese (n. 1865)
- 1949 - Kijirō Nambu, generale giapponese (n. 1869)
- 1950 - Eugène Fraysse, calciatore francese (n. 1870)
- 1950 - Georges Leuillieux, nuotatore e pallanuotista francese (n. 1879)
- 1951 - Eugenio Giovannetti, giornalista, scrittore e traduttore italiano (n. 1883)
- 1951 - Takashi Paolo Nagai, medico e scrittore giapponese (n. 1908)
- 1951 - Clemente Šeptyc'kyj, presbitero ucraino (n. 1869)
- 1952 - Alfred Nichols, mezzofondista britannico (n. 1890)
- 1953 - Fu Zhensong, artista marziale cinese (n. 1881)
- 1953 - Clemente Ravetto, pioniere dell'aviazione italiano (n. 1878)
- 1953 - Everett Shinn, pittore statunitense (n. 1876)
- 1954 - Thurlow Bergen, attore statunitense (n. 1875)
- 1954 - Gaetano Gigli, latinista, scrittore e poeta italiano (n. 1872)
- 1954 - Arthur Johnston, compositore, arrangiatore e pianista statunitense (n. 1898)
- 1954 - Federico Tesio, allevatore e politico italiano (n. 1869)
- 1955 - Mike Nazaruk, pilota automobilistico statunitense (n. 1921)
- 1955 - Luigi Sbano, avvocato, politico e giornalista italiano (n. 1899)
- 1955 - Kázmér Zichy, nobile e scrittore ungherese (n. 1868)
- 1956 - Paul Gadenne, scrittore e poeta francese (n. 1907)
- 1956 - Valmore Gemignani, scultore, ceramista e pittore italiano (n. 1878)
- 1956 - Edward E. Paramore Jr., sceneggiatore statunitense (n. 1895)
- 1956 - LeRoy Samse, astista statunitense (n. 1883)
- 1957 - Pietro Beretta, imprenditore italiano (n. 1870)
- 1957 - Lionello Matteucci, politico italiano (n. 1894)
- 1957 - Grant Mitchell, attore statunitense (n. 1874)
- 1958 - Federico Flora, economista, giornalista e politico italiano (n. 1867)
- 1958 - Jessie Kite, ginnasta britannica (n. 1892)
- 1958 - Thomas Walter Manson, presbitero e biblista britannico (n. 1893)
- 1958 - Oscar Torp, politico norvegese (n. 1893)
- 1958 - Solomon Šereševskij, giornalista russo (n. 1886)
- 1960 - Tom Fillingham, calciatore inglese (n. 1904)
- 1960 - Charles Holden, architetto e designer inglese (n. 1875)
- 1960 - Hugh Jones, tennista statunitense (n. 1880)
- 1960 - Pietro Piselli, allenatore di calcio italiano (n. 1891)
- 1961 - Paddy Brennan, giocatore di lacrosse canadese (n. 1877)
- 1962 - Sydney Cockerell, collezionista d'arte britannico (n. 1867)
- 1962 - Hans Lem, ginnasta norvegese (n. 1875)
- 1962 - Salvatore Scoca, magistrato e politico italiano (n. 1894)
- 1963 - Stefan Mladenov, slavista bulgaro (n. 1880)
- 1963 - Veza Canetti, poetessa, scrittrice e commediografa austriaca (n. 1897)
- 1964 - Gustav-Adolf von Zangen, generale tedesco (n. 1892)
- 1965 - June Elvidge, attrice statunitense (n. 1893)
- 1965 - Spike Jones, musicista, attore e comico statunitense (n. 1911)
- 1966 - Alberto Canaletti Gaudenti, statistico, politico e storico italiano (n. 1887)
- 1966 - Willie Reid, allenatore di calcio e calciatore scozzese (n. 1884)
- 1967 - Lucien Girier, generale e aviatore francese (n. 1890)
- 1967 - Luigi Mazzini, generale italiano (n. 1883)
- 1968 - Jack Adams, hockeista su ghiaccio e allenatore di hockey su ghiaccio canadese (n. 1894)
- 1968 - Václav Melzer, botanico e micologo ceco (n. 1878)
- 1968 - Karl Meuli, filologo classico svizzero (n. 1891)
- 1968 - Harold Nicolson, politico, diplomatico e scrittore britannico (n. 1886)
- 1970 - Ralph Hartley, scienziato statunitense (n. 1888)
- 1970 - Gioacchino Lauro, politico, armatore e dirigente sportivo italiano (n. 1920)
- 1971 - Glenda Farrell, attrice statunitense (n. 1904)
- 1971 - Ejnar Mikkelsen, esploratore e scrittore danese (n. 1880)
- 1971 - Sabato Visco, fisiologo, politico e nutrizionista italiano (n. 1888)
- 1972 - Sally Kirkland, giornalista statunitense (n. 1912)
- 1973 - Asger Jorn, pittore danese (n. 1914)
- 1974 - Gene Bilbrew, illustratore e fumettista statunitense (n. 1923)
- 1975 - Francis S. Symondson, aviatore inglese (n. 1897)
- 1976 - Fioravante Baldi, calciatore e allenatore di calcio italiano (n. 1913)
- 1976 - Alexandros Panagulis, politico, rivoluzionario e poeta greco (n. 1939)
- 1977 - Giusto Senes, arbitro di calcio italiano (n. 1887)
- 1978 - Menotti Bugna, allenatore di calcio e calciatore italiano (n. 1909)
- 1978 - Aram Il'ič Chačaturjan, compositore e pianista sovietico (n. 1903)
- 1978 - Giuseppe Girelli, presbitero e missionario italiano (n. 1886)
- 1978 - Franco Matacotta, poeta e giornalista italiano (n. 1916)
- 1978 - Sylvia Townsend Warner, scrittrice e poetessa inglese (n. 1893)
- 1978 - Jaap van Leeuwen, partigiano e attivista olandese (n. 1892)
- 1979 - Bronisław Gimpel, violinista e insegnante statunitense (n. 1911)
- 1979 - Hans Hecker, generale tedesco (n. 1895)
- 1979 - Taisto Mäki, mezzofondista finlandese (n. 1910)
- 1979 - Sérgio Paranhos Fleury, ufficiale brasiliano (n. 1933)
- 1980 - Henry Levin, regista statunitense (n. 1909)
- 1980 - Giovanni Migliorini, calciatore italiano (n. 1931)
- 1980 - Gaetano Minnucci, ingegnere e architetto italiano (n. 1896)
- 1981 - Eugène Auwerkeren, ginnasta belga (n. 1885)
- 1981 - Heinosuke Gosho, regista giapponese (n. 1902)
- 1981 - Knud Harald Hannemann, compositore di scacchi danese (n. 1903)
- 1981 - Harry Johnson, calciatore inglese (n. 1899)
- 1981 - Barry Jones, attore britannico (n. 1893)
- 1982 - Kenneth Beck, pallanuotista statunitense (n. 1915)
- 1982 - Bruno Fassina, politico italiano (n. 1912)
- 1982 - Gyula Kertész, calciatore e allenatore di calcio ungherese (n. 1888)
- 1982 - Aniello La Monica, mafioso italiano (n. 1947)
- 1982 - Jake Pelkington, cestista statunitense (n. 1916)
- 1982 - William Primrose, violista e insegnante scozzese (n. 1904)
- 1982 - Gene Sheldon, attore statunitense (n. 1908)
- 1982 - Margaret Sheridan, attrice statunitense (n. 1926)
- 1982 - Fratelli Stenberg, artista e designer russo (n. 1899)
- 1982 - Walther Wenck, generale tedesco (n. 1900)
- 1983 - Giuseppe Balestrazzi, giornalista, attivista e saggista italiano (n. 1893)
- 1983 - Earlene Brown, pesista e discobola statunitense (n. 1935)
- 1983 - Cecil Cooke, velista bahamense (n. 1923)
- 1983 - George Hodgson, nuotatore canadese (n. 1893)
- 1983 - Joseph Ruttenberg, direttore della fotografia russo (n. 1889)
- 1983 - Bruno Simonucci, politico italiano (n. 1909)
- 1984 - Davit Gvantseladze, lottatore sovietico (n. 1937)
- 1984 - Gordon Jenkins, compositore e pianista statunitense (n. 1910)
- 1984 - Jüri Lossmann, maratoneta e mezzofondista estone (n. 1891)
- 1985 - Albie Reisz, giocatore di football americano statunitense (n. 1917)
- 1985 - Denise Robins, scrittrice britannica (n. 1897)
- 1985 - Jakob Vogt, sollevatore tedesco (n. 1902)
- 1986 - James Ramsay, ufficiale e politico australiano (n. 1916)
- 1986 - Herman Rapp, calciatore tedesco (n. 1908)
- 1986 - Lois Roden, religiosa statunitense (n. 1905)
- 1987 - Vladimir Korol'kov, ingegnere e compositore di scacchi sovietico (n. 1907)
- 1987 - Dick Surhoff, cestista statunitense (n. 1929)
- 1988 - Bill Amor, calciatore inglese (n. 1919)
- 1988 - Erwin Nyc, calciatore polacco (n. 1914)
- 1988 - Paolo Stoppa, attore e doppiatore italiano (n. 1906)
- 1988 - Kay Sutton, attrice statunitense (n. 1915)
- 1988 - Germano Travagini, calciatore italiano (n. 1930)
- 1989 - Antonio Janigro, violoncellista e direttore d'orchestra italiano (n. 1918)
- 1989 - Marion Mack, attrice e sceneggiatrice statunitense (n. 1902)
- 1989 - Edward Ochab, politico polacco (n. 1906)
- 1990 - Djalma Dias, calciatore brasiliano (n. 1939)
- 1990 - Sergio Franchi, tenore e attore italiano (n. 1926)
- 1991 - Mary McAllister, attrice statunitense (n. 1909)
- 1991 - Cesare Merzagora, politico e dirigente d'azienda italiano (n. 1898)
- 1991 - Richard Thorpe, regista e sceneggiatore statunitense (n. 1896)
- 1992 - Paolo Checchi, cestista italiano (n. 1927)
- 1992 - Hella Hammid, fotografa statunitense (n. 1921)
- 1992 - Sharon Redd, cantante statunitense (n. 1945)
- 1993 - Romāns Abžinovs, calciatore lettone (n. 1969)
- 1993 - Pietro Acquarone, calciatore italiano (n. 1917)
- 1993 - Pierre Bérégovoy, politico francese (n. 1925)
- 1993 - Erwan Bergot, militare e scrittore francese (n. 1930)
- 1993 - Donald Dupree, bobbista statunitense (n. 1919)
- 1993 - Henri Ellenberger, psichiatra svizzero (n. 1905)
- 1993 - Warren Perley Knowles, politico e avvocato statunitense (n. 1908)
- 1993 - Ranasinghe Premadasa, politico singalese (n. 1924)
- 1993 - Nobuyuki Wakai, pilota motociclistico giapponese (n. 1967)
- 1994 - Imre Gyöngyössy, regista, scrittore e poeta ungherese (n. 1930)
- 1994 - Giusto Lodi, calciatore e allenatore di calcio italiano (n. 1937)
- 1994 - Yigal Mossinson, scrittore, drammaturgo e inventore israeliano (n. 1917)
- 1994 - Thøger Nordbø, calciatore norvegese (n. 1904)
- 1994 - Ferdinando Scarfiotti, scenografo italiano (n. 1941)
- 1994 - Ayrton Senna, pilota automobilistico brasiliano (n. 1960)
- 1994 - Giuseppe Zagarrio, poeta e critico letterario italiano (n. 1921)
- 1995 - Ismaël Aït Djafer, poeta algerino (n. 1929)
- 1996 - Herbert Brownell, politico statunitense (n. 1904)
- 1996 - Enzo Garavoglia, calciatore italiano (n. 1920)
- 1996 - Raffaele Guaita, calciatore italiano (n. 1922)
- 1996 - Eric Houghton, calciatore e allenatore di calcio inglese (n. 1910)
- 1996 - David M. Kennedy, banchiere, politico e diplomatico statunitense (n. 1905)
- 1996 - Luana Patten, attrice statunitense (n. 1938)
- 1997 - Elena Altieri, attrice italiana (n. 1916)
- 1997 - Friedl Däuber, sciatore alpino tedesco (n. 1911)
- 1997 - Tauno Kukkamäki, geodeta finlandese (n. 1909)
- 1997 - Giuseppe Perricone, politico italiano (n. 1924)
- 1997 - Bo Widerberg, regista svedese (n. 1930)
- 1998 - Eldridge Cleaver, attivista e saggista statunitense (n. 1935)
- 1998 - Emilio Pulli, politico italiano (n. 1926)
- 1999 - Jos LeDuc, wrestler canadese (n. 1944)
- 1999 - Osman Ahmed Osman, ingegnere, imprenditore e politico egiziano (n. 1917)
- 1999 - Brian Shawe Taylor, pilota automobilistico britannico (n. 1915)
- 1999 - Gianni Statera, sociologo italiano (n. 1943)
- 2000 - Raffaele Carlesso, alpinista italiano (n. 1908)
- 2000 - Luigi D'Angelo, politico italiano (n. 1923)
- 2000 - Steve Reeves, attore e culturista statunitense (n. 1926)
- 2000 - Nora Swinburne, attrice britannica (n. 1902)

## XXI secolo(133)
- 2001 - Salvatore Boscarino, ingegnere e restauratore italiano (n. 1925)
- 2001 - Herman Choufoer, calciatore olandese (n. 1916)
- 2001 - Happy Hairston, cestista statunitense (n. 1942)
- 2001 - Mabel Karr, modella e attrice argentina (n. 1934)
- 2001 - Waldemar Kikolski, atleta paralimpico polacco (n. 1967)
- 2001 - Gaetano Lupi, calciatore e allenatore di calcio italiano (n. 1918)
- 2001 - Mario Pachi, attore italiano (n. 1943)
- 2001 - Richard Percudani, cestista e allenatore di pallacanestro statunitense (n. 1936)
- 2002 - Paolo Moci, generale e aviatore italiano (n. 1911)
- 2003 - Wim van Est, ciclista su strada e pistard olandese (n. 1923)
- 2003 - Miss Elizabeth, statunitense (n. 1960)
- 2004 - Tristano Pangaro, calciatore italiano (n. 1922)
- 2004 - John Howland Rowe, archeologo e antropologo statunitense (n. 1918)
- 2005 - Jeanine Garnier, cestista, altista e lunghista francese (n. 1912)
- 2005 - Peter Malkin, agente segreto israeliano (n. 1927)
- 2005 - Giuseppe Rosati, latinista e filologo italiano (n. 1927)
- 2006 - Big Hawk, rapper statunitense (n. 1969)
- 2006 - Salvatore Di Benedetto, politico e partigiano italiano (n. 1911)
- 2006 - Betsy Jones-Moreland, attrice statunitense (n. 1930)
- 2006 - Domenico Libri, mafioso italiano (n. 1934)
- 2006 - Jay Presson Allen, sceneggiatrice e drammaturga statunitense (n. 1922)
- 2006 - Raúl Primatesta, cardinale e arcivescovo cattolico argentino (n. 1919)
- 2006 - Kikuo Takano, poeta e matematico giapponese (n. 1927)
- 2007 - Zahari Mednikarov, direttore di coro bulgaro (n. 1924)
- 2007 - Giorgio Pardi, ginecologo italiano (n. 1940)
- 2007 - Fermín Trueba, ciclista su strada spagnolo (n. 1914)
- 2008 - Paulo Amaral, allenatore di calcio e calciatore brasiliano (n. 1923)
- 2008 - Bernard Archard, attore britannico (n. 1916)
- 2008 - Philipp von Boeselager, militare tedesco (n. 1917)
- 2008 - Gennaro De Stefano, giornalista e scrittore italiano (n. 1951)
- 2008 - Romano Levi, artigiano italiano (n. 1928)
- 2008 - Anthony Mamo, politico maltese (n. 1909)
- 2008 - Luis Romero Pérez, pugile spagnolo (n. 1921)
- 2008 - Marcel Van Der Auwera, schermidore belga (n. 1923)
- 2009 - Delara Darabi, iraniana (n. 1986)
- 2010 - Gustavo De Meo, politico italiano (n. 1920)
- 2010 - Zygmunt Kamiński, arcivescovo cattolico polacco (n. 1933)
- 2010 - Amedeo Vergani, giornalista e fotoreporter italiano (n. 1944)
- 2010 - Cesarina Vighy, bibliotecaria, scrittrice e attrice teatrale italiana (n. 1936)
- 2011 - Henry Cooper, pugile e attore britannico (n. 1934)
- 2011 - Agustín García-Gasco Vicente, cardinale e arcivescovo cattolico spagnolo (n. 1931)
- 2011 - Moshe Landau, magistrato tedesco (n. 1912)
- 2011 - Steven Orszag, fisico e matematico statunitense (n. 1943)
- 2011 - Edoardo Villa, scultore italiano (n. 1915)
- 2012 - Medina Barbattini, operaia e politica italiana (n. 1923)
- 2012 - Rufina Sergeevna Gaševa, militare sovietica (n. 1921)
- 2012 - Greg Jackson, cestista statunitense (n. 1952)
- 2012 - Peter Reynolds, nuotatore australiano (n. 1948)
- 2013 - Massimo Mollica, attore italiano (n. 1929)
- 2013 - Vincenzo Pavone, politico italiano (n. 1923)
- 2013 - Pierre Pleimelding, allenatore di calcio e calciatore francese (n. 1952)
- 2013 - Stuart Wilde, scrittore britannico (n. 1946)
- 2014 - Clive Clark, calciatore inglese (n. 1940)
- 2014 - Assi Dayan, attore, sceneggiatore e regista israeliano (n. 1945)
- 2014 - Nanni Fabbri, regista italiano (n. 1941)
- 2014 - Seppo Helle, allenatore di hockey su ghiaccio e dirigente sportivo finlandese (n. 1937)
- 2014 - Howard Smith, regista statunitense (n. 1936)
- 2014 - Georg Stollenwerk, calciatore tedesco (n. 1930)
- 2014 - Jürgen Werner, calciatore tedesco orientale (n. 1942)
- 2014 - Kōji Yada, attore e doppiatore giapponese (n. 1933)
- 2015 - Geoff Duke, pilota motociclistico britannico (n. 1923)
- 2015 - Yoshimi Inoue, karateka giapponese (n. 1946)
- 2015 - Giuseppe Marmiroli, calciatore italiano (n. 1920)
- 2015 - Karel Vašák, diplomatico e giurista ceco (n. 1929)
- 2015 - Grace Lee Whitney, attrice statunitense (n. 1930)
- 2015 - Beth Whittall, nuotatrice canadese (n. 1936)
- 2015 - Edward Wright, scrittore e giornalista statunitense (n. 1939)
- 2016 - Solomon Golomb, matematico statunitense (n. 1932)
- 2016 - Ichiro Hasegawa, docente giapponese (n. 1928)
- 2016 - Madeleine LeBeau, attrice francese (n. 1923)
- 2016 - Merv Lincoln, mezzofondista australiano (n. 1933)
- 2017 - Anatolij Aleksin, scrittore, poeta e drammaturgo russo (n. 1924)
- 2017 - Artenik Arabadžijan, cestista, allenatore di pallacanestro e arbitro di pallacanestro bulgaro (n. 1930)
- 2017 - Katy Bødtger, cantante danese (n. 1932)
- 2017 - Pierre Gaspard-Huit, sceneggiatore e regista francese (n. 1917)
- 2017 - Erkki Kurenniemi, artista, compositore e filosofo finlandese (n. 1941)
- 2017 - Jurij Lobanov, canoista sovietico (n. 1952)
- 2017 - Julia Ortiz, cestista paraguaiana (n. 1936)
- 2017 - Karel Schoeman, scrittore sudafricano (n. 1939)
- 2017 - Raimondo Sirotti, pittore italiano (n. 1934)
- 2018 - Arthur Barnard, ostacolista statunitense (n. 1929)
- 2018 - Max Berrú, percussionista e cantante ecuadoriano (n. 1943)
- 2018 - Milena Blahoutová, cestista cecoslovacca (n. 1933)
- 2018 - Pavel Pergl, calciatore ceco (n. 1977)
- 2018 - Wanda Wiłkomirska, violinista e insegnante polacca (n. 1929)
- 2019 - Dinko Dermendžiev, allenatore di calcio e calciatore bulgaro (n. 1941)
- 2019 - Alessandra Panaro, attrice italiana (n. 1939)
- 2020 - Giorgio Albertini, pittore e fotografo italiano (n. 1930)
- 2020 - Chung Hae-won, calciatore sudcoreano (n. 1959)
- 2020 - Lajoš Engler, cestista jugoslavo (n. 1928)
- 2020 - Shady Habash, fotografo e regista egiziano (n. 1995)
- 2020 - Anne Heaton, ballerina britannica (n. 1930)
- 2020 - África Lorente Castillo, politica, insegnante e scrittrice spagnola (n. 1954)
- 2020 - Patrick D. Miller, biblista statunitense (n. 1935)
- 2020 - Antonina Moiseeva, pallavolista sovietica (n. 1934)
- 2020 - Nancy Stark Smith, ballerina statunitense (n. 1952)
- 2020 - Tun Tin, generale e politico birmano (n. 1920)
- 2020 - Geōrgios Zaimīs, velista greco (n. 1937)
- 2021 - Pieter Aspe, scrittore belga (n. 1953)
- 2021 - Yves Cheylan, compositore di scacchi francese (n. 1938)
- 2021 - Olympia Dukakis, attrice, regista teatrale e direttrice artistica statunitense (n. 1931)
- 2021 - José Daniel Falla Robles, vescovo cattolico colombiano (n. 1956)
- 2021 - Helen Murray Free, chimica statunitense (n. 1923)
- 2021 - Rafael Roncagliolo, politico, sociologo e diplomatico peruviano (n. 1944)
- 2021 - Stuart Woolf, storico inglese (n. 1936)
- 2022 - Millie Bailey, militare e funzionaria statunitense (n. 1918)
- 2022 - Ángela Hernández, politica, avvocata e giornalista colombiana (n. 1990)
- 2022 - Dominique Lecourt, filosofo francese (n. 1944)
- 2022 - Cathy Ménard, attrice pornografica francese (n. 1954)
- 2022 - Ivica Osim, allenatore di calcio e calciatore jugoslavo (n. 1941)
- 2022 - Ric Parnell, batterista e attore britannico (n. 1951)
- 2022 - Régine, cantante, attrice e imprenditrice belga (n. 1929)
- 2022 - Charles Siebert, attore statunitense (n. 1938)
- 2022 - Michel Vinaver, drammaturgo, scrittore e dirigente d'azienda francese (n. 1927)
- 2022 - Jerry Ver Dorn, attore statunitense (n. 1949)
- 2023 - Calvin Davis, ostacolista e velocista statunitense (n. 1972)
- 2023 - Gordon Lightfoot, cantautore canadese (n. 1938)
- 2023 - Pugh Rogefeldt, cantante svedese (n. 1947)
- 2024 - Danilo Dončić, calciatore e allenatore di calcio serbo (n. 1969)
- 2024 - Tommaso Galli, pugile italiano (n. 1941)
- 2024 - Terry Medwin, calciatore gallese (n. 1932)
- 2024 - Massimo Nistri, nuotatore italiano (n. 1955)
- 2024 - Günter Rätz, sceneggiatore, regista e animatore tedesco (n. 1935)
- 2024 - Richard Tandy, musicista, tastierista e bassista britannico (n. 1948)
- 2025 - Ruth Buzzi, attrice, comica e cantante statunitense (n. 1936)
- 2025 - Nana Caymmi, cantante brasiliana (n. 1941)
- 2025 - Ivano Cipriani, giornalista e saggista italiano (n. 1926)
- 2025 - Ezio Leonardi, politico italiano (n. 1929)
- 2025 - Manolo, musicista e imprenditore spagnolo (n. 1949)
- 2025 - Andrejs Prohorenkovs, calciatore lettone (n. 1977)
- 2025 - Charley Scalies, attore statunitense (n. 1940)
- 2025 - Jill Sobule, cantautrice statunitense (n. 1959)
- 2025 - David Woodfield, allenatore di calcio e calciatore inglese (n. 1943)

## Senza anno specificato(2)
- Asafo, vescovo gallese
- Guglielmo de Braose, II barone di Braose, nobile britannico